# Taeniophallus affinis
Taeniophallus affinis е вид змия от семейство Смокообразни (Colubridae). Видът не е застрашен от изчезване.

## Разпространение
Разпространен е в Бразилия (Алагоас, Баия, Еспирито Санто, Минас Жерайс, Парана, Рио Гранди до Сул, Рио де Жанейро, Санта Катарина и Сао Пауло).